# سفیدتور پایین
سفیدتورپایین، روستایی از توابع بخش بندپی غربی شهرستان بابل در استان مازندران ایران است.

## جمعیت
این روستا در دهستان خوش‌رود قرار دارد و براساس سرشماری مرکز آمار ایران در سال ۱۳۸۵، جمعیت آن ۳۷۸ نفر (۱۰۸خانوار) بوده‌است.
دهیار محترم روستا آقای محمد بابایی طوری میباشد که تا به امروز با کمک شورای اسلامی این روستا زحمات زیادی را برای پیشرفت و بهبود آن انجام دادند ، این روستا یکی از محلات زیبا و دیدنی با مردمانی خون گرم و دوست داشتنی از توابع شهرستان بابل واقع در استان مازندران می باشد